# Висамбур
Висамбу̀р (на френски: Wissembourg; на немски: Weißenburg, Ва̀йсенбург) е град във Франция. През него протича малката река Лотер в близост до границата между Германия и Франция в най-източната част на регион Гранд Ест, на около 60 километра от Страсбург. Името Висамбур е просто френската версия на Weißenburg на немски, което означава „бял замък“.

## История
Бенедиктското абатство, около което градът се разраства, е открито през 7 век, вероятно под патронажа на Дагоберт I. Абатството е подкрепяно от обширни територии. В абатството, през края на 9 век, монахът Отфрид композира евангелийска хармония, която представлява първото значимо стихотворно произведение в Германия. От зданията, построени през 11 век, в града е останал само кулата Шартен и някои ровове. На това място е построена крепост през 13 век. Абатската църква Свети Пиер ет Паул, издигната в същия век под управлението на абат Еделин, е одържавена по време на Френската революция разграбена заради своите богатства. През 1803 тя става енорийска църква като се оказва най-голямата енорийска църква в Елзас като е надмината само от катедралата в Страсбург.
През 1354 Шарл IV го превръща в един от десетте, така наречените Decapolis-и, оцелели прибавянето към Франция под управлението на Луи XIV през 1678 и бива унищожен по време на Френската революция.
На 25 януари 1677 мощен пожар унищожава много сгради заедно с хотел де Вил. Неговото реконструиране е от 1741 – 1752.
Битката при Висамбур се случва на 4 август 1870. Това е първата битка от Френско-пруската война. Прусаците са водени от кронпринц Фредерик. Загубата на французите позволява на германските сили да нахлуят във Франция. Паметникът Гейзбург овенчава това събитие.

## Забележителности
Живописният град се намира в пейзаж, заобиколен от житни полета. Тук е запазен предишния Августински манастир със своята голяма готическа църква – сегашната църква Св. Пиер ет Паул. Други средновековни постройки са църките Св. Жан и Св. Улрих. Достойна за внимание е средновековната „Къща на солта“ и внушителната класическа Градска зала, създадена от Йозеф Масол.
- Висамбур - Wissembourg
- Отфрид